# Formel-1-Weltmeisterschaft 2023
Die Formel-1-Weltmeisterschaft 2023 war die 74. Formel-1-Weltmeisterschaft. Max Verstappen gewann nach dem siebtletzten Rennen vorzeitig die Weltmeisterschaft. Die Konstrukteursweltmeisterschaft ging bereits ein Rennen früher an das Team Red Bull Racing.

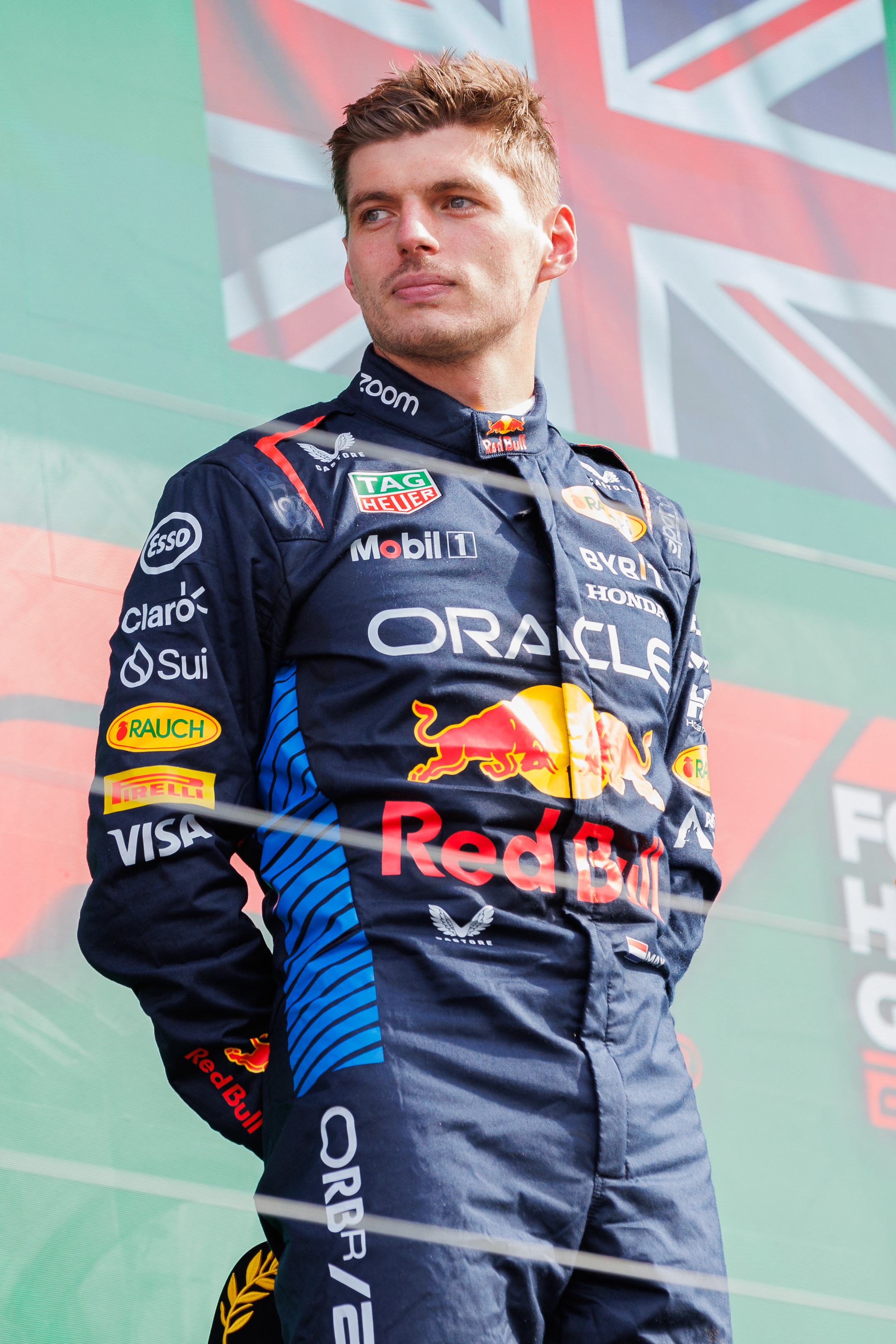
Weltmeister Max Verstappen

## Änderungen 2023

### Strecken
Im Rahmen der Weltmeisterschaft 2023 war zunächst die Austragung von 24 Rennen vorgesehen. Der Große Preis von Las Vegas kehrte in den Rennkalender zurück, dieses Mal als Nachtrennen am Samstagabend auf einem Straßenkurs entlang des Las Vegas Strip. Der Große Preis von Las Vegas fand zuletzt 1982 statt.
Die Streckenführungen von zwei Rennen wurden geändert. In Saudi-Arabien gab es kleinere Änderungen, während in Singapur aufgrund von Arbeiten am Stadtbild mehrere Kurven entfernt wurden.
Auch der Große Preis von Katar kehrte nach einjähriger Pause in den Rennkalender zurück. Ursprünglich sollte der Grand Prix nicht mehr auf dem Losail International Circuit stattfinden, sondern auf einer aktuell noch geplanten neuen Rennstrecke, jedoch wurde im Rennkalender letztlich Losail bestätigt. Dafür entfiel der Große Preis von Frankreich, der von 2018 bis 2022 auf dem Circuit Paul Ricard ausgetragen wurde.
Der Große Preis von China war im ursprünglichen Rennkalender vorgesehen, wurde aber zum vierten Mal in Folge aufgrund der COVID-19-Pandemie abgesagt, womit sich die Anzahl der geplanten Rennen auf 23 reduzierte. Der Große Preis der Emilia-Romagna wurde aufgrund von Überschwemmungen in der Region abgesagt, die Anzahl der Rennen reduzierte sich somit auf 22.
Formel-1-CEO Stefano Domenicali hatte Gespräche aufgenommen, um den Großen Preis von Südafrika auf dem Kyalami Grand Prix Circuit, der zuletzt 1993 stattfand, in den Kalender zurückzubringen. Es kam aber nicht zu einem Vertrag und im Rennkalender wurde dieser nicht berücksichtigt.

### Sportliches Reglement
Die Anzahl der 2021 eingeführten Sprint-Rennen wird ab der Saison 2023 von drei auf sechs erhöht. Die Sprints der Saison finden in Aserbaidschan, Österreich, Belgien, Katar, den USA und Brasilien statt.
Das Format der Sprint-Wochenenden ändert sich gegenüber der Vorsaison: So bestimmt das Qualifying am Freitag nun die Startaufstellung für den Grand Prix am Sonntag. Für den etwa 100 km langen Sprint am Samstag findet nun eine zusätzliche, als Sprint-Shootout bezeichnete Qualifikation statt, die – analog zum üblichen Qualifying – in drei Abschnitten, aber in verkürzter Form (zwölf, zehn bzw. acht Minuten) ausgetragen wird. Hierfür entfällt das freie Training am Samstag, womit es an Sprint-Wochenenden nur noch ein freies Training am Freitag gibt. Die Punktevergabe sieht wie folgt aus: 8-7-6-5-4-3-2-1 für die Top 8. Diese Punkte werden sowohl auf die
Fahrerwertung als auch auf die Konstrukteurswertung angerechnet.
Auf den Strecken in Bahrain, Dschidda, Melbourne, Baku und Miami werden die DRS-Zonen geändert. Die Strecke in Montmeló wurde erstmals seit 2006 ohne Schikane im letzten Sektor befahren.

### Weitere Änderungen
Die Teams mussten einige Änderungen an den Chassis vornehmen, die Auswirkungen auf die Sicherheit der Fahrer und auf die Aerodynamik haben. So wurden die Unterböden am Rand um 15, in der Mitte um 10 Millimeter angehoben. Damit sollen das Aufsetzen (Porpoising) und mögliche gesundheitliche Folgen für die Fahrer verhindert werden. Die Beweglichkeit des Unterbodens wurde verringert und es gab Änderungen an Front- und Heckflügel. Für bessere Sicht nach hinten wurden die Rückspiegel vergrößert. Der Überrollbügel hinter dem Fahrerkopf wurde verstärkt.

### Reifen
| Diese Reifen stellt Pirelli an den Rennwochenenden zur Verfügung: | Diese Reifen stellt Pirelli an den Rennwochenenden zur Verfügung: | Diese Reifen stellt Pirelli an den Rennwochenenden zur Verfügung: | Diese Reifen stellt Pirelli an den Rennwochenenden zur Verfügung: | Diese Reifen stellt Pirelli an den Rennwochenenden zur Verfügung: | Diese Reifen stellt Pirelli an den Rennwochenenden zur Verfügung: | Diese Reifen stellt Pirelli an den Rennwochenenden zur Verfügung: | Diese Reifen stellt Pirelli an den Rennwochenenden zur Verfügung: |
| Nr.                                                               | Grand Prix                                                        | C0                                                                | C1                                                                | C2                                                                | C3                                                                | C4                                                                | C5                                                                |
| ----------------------------------------------------------------- | ----------------------------------------------------------------- | ----------------------------------------------------------------- | ----------------------------------------------------------------- | ----------------------------------------------------------------- | ----------------------------------------------------------------- | ----------------------------------------------------------------- | ----------------------------------------------------------------- |
| 01                                                                | Bahrain                                                           |                                                                   | Hard                                                              | Medium                                                            | Soft                                                              |                                                                   |                                                                   |
| 02                                                                | Saudi-Arabien                                                     |                                                                   |                                                                   | Hard                                                              | Medium                                                            | Soft                                                              |                                                                   |
| 03                                                                | Australien                                                        |                                                                   |                                                                   | Hard                                                              | Medium                                                            | Soft                                                              |                                                                   |
| 04                                                                | Aserbaidschan                                                     |                                                                   |                                                                   |                                                                   | Hard                                                              | Medium                                                            | Soft                                                              |
| 05                                                                | Miami                                                             |                                                                   |                                                                   | Hard                                                              | Medium                                                            | Soft                                                              |                                                                   |
| 06                                                                | Emilia-Romagna                                                    |                                                                   |                                                                   |                                                                   | Hard                                                              | Medium                                                            | Soft                                                              |
| 07                                                                | Monaco                                                            |                                                                   |                                                                   |                                                                   | Hard                                                              | Medium                                                            | Soft                                                              |
| 08                                                                | Spanien                                                           |                                                                   | Hard                                                              | Medium                                                            | Soft                                                              |                                                                   |                                                                   |
| 09                                                                | Kanada                                                            |                                                                   |                                                                   |                                                                   | Hard                                                              | Medium                                                            | Soft                                                              |
| 10                                                                | Österreich                                                        |                                                                   |                                                                   |                                                                   | Hard                                                              | Medium                                                            | Soft                                                              |
| 11                                                                | Großbritannien                                                    |                                                                   | Hard                                                              | Medium                                                            | Soft                                                              |                                                                   |                                                                   |
| 12                                                                | Ungarn                                                            |                                                                   |                                                                   |                                                                   | Hard                                                              | Medium                                                            | Soft                                                              |
| 13                                                                | Belgien                                                           |                                                                   |                                                                   | Hard                                                              | Medium                                                            | Soft                                                              |                                                                   |
| 14                                                                | Niederlande                                                       |                                                                   | Hard                                                              | Medium                                                            | Soft                                                              |                                                                   |                                                                   |
| 15                                                                | Italien                                                           |                                                                   |                                                                   |                                                                   | Hard                                                              | Medium                                                            | Soft                                                              |
| 16                                                                | Singapur                                                          |                                                                   |                                                                   |                                                                   | Hard                                                              | Medium                                                            | Soft                                                              |
| 17                                                                | Japan                                                             |                                                                   | Hard                                                              | Medium                                                            | Soft                                                              |                                                                   |                                                                   |
| 18                                                                | Katar                                                             |                                                                   | Hard                                                              | Medium                                                            | Soft                                                              |                                                                   |                                                                   |
| 19                                                                | USA                                                               |                                                                   |                                                                   | Hard                                                              | Medium                                                            | Soft                                                              |                                                                   |
| 20                                                                | Mexiko                                                            |                                                                   |                                                                   |                                                                   | Hard                                                              | Medium                                                            | Soft                                                              |
| 21                                                                | São Paulo                                                         |                                                                   |                                                                   | Hard                                                              | Medium                                                            | Soft                                                              |                                                                   |
| 22                                                                | Las Vegas                                                         |                                                                   |                                                                   |                                                                   | Hard                                                              | Medium                                                            | Soft                                                              |
| 23                                                                | Abu Dhabi                                                         |                                                                   |                                                                   |                                                                   | Hard                                                              | Medium                                                            | Soft                                                              |
| = Hard, = Medium, = Soft                                          |                                                                   |                                                                   |                                                                   |                                                                   |                                                                   |                                                                   |                                                                   |

In dieser Saison beliefert Pirelli als Einheitslieferant weiterhin die Formel mit den 305 mm breiten Vorderreifen (und mit 405 mm breiten Hinterreifen), die auf 18-Zoll-Felgen montiert sind. Sie stellen neben den P-Zero-Slick-Reifen auch Cinturato Intermediates (Vorderreifen: 305/675-13, Hinterreifen: 405/675-13) und Full-Wets (Vorderreifen: 305/680-13, Hinterreifen: 405/680-13) für Nässe zur Verfügung. Für jedes Rennwochenende stellt Pirelli auf die Rennstrecke angepasste Reifenmischungen bereit und gibt Empfehlungen für die optimale Nutzungsdauer. Für die Saison 2023 wurden die Reifen mit Hilfe der Erkenntnisse aus den Reifentests in der vergangenen Saison 2022 in Abu Dhabi und im Winter überarbeitet. Im Rennen von Silverstone kamen dank Ausnahmegenehmigung der FIA nach Tests in Barcelona neue Reifen zum Einsatz.
Die Anzahl der zur Verfügung gestellten Reifen ist dabei vom Reglement vorgeschrieben. Ausnahmen bilden Rennen, die als Regenrennen deklariert sind. Seit 2023 gibt es sechs verschiedene Slicks (im Vergleich fünf im Jahr 2022) mit den Bezeichnungen C0 bis C5, wobei C0 die härteste und C5 die weichste Mischung (englisch compound, daher das C) darstellt. An der Farbmarkierung an der Außenwand des Reifens, sind die Reifentypen zu erkennen: Hard (weiß), Medium (gelb), Soft (rot). Die für die Saison 2023 von Pirelli überarbeiteten Regenreifen werden in zwei Kategorien Wet (blau) und Intermediate (grün) nach deren Wasserverdrängung pro Minute bei 300 km/h unterschieden. Intermediate verdrängt ca. 30 l/s und der Wet erreicht 85 l/s. Die Anzahl der zur Verfügung gestellten Reifen pro Auto ist begrenzt auf 13 Sätze Slicks und bei Bedarf sieben Sätze Regenreifen bei den meisten Rennen.
- Hard: 2 Sätze
- Medium: 3 Sätze
- Soft: 8 Sätze
- Intermediate: 4 Sätze
- Wet: 3 Sätze

Nach jeder Trainingssession müssen die Teams pro Fahrer zwei Reifen mit der höchsten Rundenzahl abgeben, sodass zum Qualifying maximal sieben Reifensätze übrig bleiben. Erreicht ein Fahrer die dritte Qualifyingsession (Q3), muss hierfür ein Soft-Reifen reserviert werden, der danach ebenfalls abgegeben werden muss. In Rennen (außer Regenrennen) müssen mindestens zwei Reifenmischungen verwendet werden. Die retournierten Reifen werden untersucht und lösen gegebenenfalls Maßnahmen aus, die die Rundenzahl begrenzen. In Katar waren dadurch drei Reifenwechsel pro Auto vorgeschrieben.
An den Wochenenden mit Sprints (sechs in diesem Jahr) gibt es zwölf Sätze Reifen:
- Hard: 2 Sätze
- Medium: 4 Sätze
- Soft: 6 Sätze
- Intermediate: 4 Sätze
- Wet: 3 Sätze

Am Freitag muss nach dem Training und am Abend jeweils ein Reifensatz abgegeben werden. Zudem dürfen im Qualifying nur Softs eingesetzt werden, es muss ein Satz für Q3 reserviert werden. Je ein weiterer Reifensatz mit der höchsten Rundenzahl muss nach dem zweiten Training und dem Sprintrennen abgegeben werden.
An zwei Renn-Wochenenden (Ungarn und Italien) wird ein neues Qualifying-Format namens „Alternative Tyre Allocation“ (dt. alternative Reifenzuweisung) getestet, an denen für Q1 Hard-, Q2 Medium- und Q3 Soft-Reifen vorgegeben werden. Hier stehen dann folgende Reifen zur Verfügung:
- Hard: 3 Sätze
- Medium: 4 Sätze
- Soft: 4 Sätze

Diese Regelung wird allerdings bei nassen Bedingungen aufgehoben.
Was können Intermediates:
1. Profil und Eigenschaften: Intermediate-Reifen haben eine profilierte Lauffläche, die dazu dient, Wasser von der Strecke zu leiten und den Kontakt zwischen den Reifen und der Fahrbahn zu verbessern. Sie sind eine Kompromisslösung zwischen Slick-Reifen (für trockene Bedingungen) und Vollwets (für starken Regen). Die Profilierung ermöglicht eine bessere Haftung auf nassen Strecken, ohne jedoch so tief wie bei Fullwets zu sein.
2. Verwendung bei gemischten Bedingungen: Intermediate-Reifen werden typischerweise eingesetzt, wenn die Strecke nass oder leicht feucht ist, aber nicht so nass, dass Fullwets erforderlich wären. Sie bieten den Fahrern mehr Haftung und Kontrolle als Slick-Reifen auf nassen Strecken.
3. Regelwerk: In der Formel 1 gibt es Regeln und Vorschriften, die den Einsatz von Intermediate-Reifen regeln. Fahrer und Teams müssen die Bedingungen auf der Strecke genau beobachten und entscheiden, wann der Wechsel zu Intermediates sinnvoll ist.
4. Aktivierung des DRS: Der Einsatz von Intermediate-Reifen kann sich auf die Aktivierung des Drag Reduction Systems (DRS) auswirken. Wenn die Strecke zu nass ist, kann das DRS möglicherweise nicht aktiviert werden, um die Sicherheit zu gewährleisten.
5. Kommunikation zwischen Team und Fahrer: Die Entscheidung, auf Intermediate-Reifen zu wechseln oder von ihnen wegzugehen, erfolgt oft in enger Abstimmung zwischen dem Fahrer und dem Renningenieur des Teams, basierend auf den aktuellen Wetterbedingungen und dem Streckenzustand.

Intermediate-Reifen spielen eine wichtige Rolle in der Strategie der Formel-1-Teams, insbesondere wenn das Wetter unvorhersehbar ist und sich während eines Rennens ändern kann. Sie bieten den Fahrern die Flexibilität, auf wechselnde Bedingungen angemessen zu reagieren und die optimale Performance zu erreichen.

### Fahrer
Sebastian Vettel gab im Juli 2022 seinen Rücktritt aus der Formel-1-Weltmeisterschaft zum Saisonende bekannt. Sein Cockpit bei Aston Martin übernahm Fernando Alonso, der Alpine nach zwei Jahren verließ.
Alpine nominierte zunächst Test- und Ersatzfahrer Oscar Piastri als Nachfolger, doch Piastri dementierte diese Ankündigung und betonte, er werde 2023 nicht für Alpine fahren. Piastri wechselte stattdessen zu McLaren, wo er Daniel Ricciardo ersetzte, obwohl dieser einen gültigen Vertrag für 2023 besaß. Der Vertrag wurde im Vorfeld einvernehmlich aufgelöst. Ricciardo kehrte als Test- und Ersatzfahrer zurück zu Red Bull Racing.
Das freie Cockpit bei Alpine ging an Pierre Gasly, dessen Platz bei AlphaTauri wiederum Nyck de Vries einnahm, der beim Großen Preis von Italien 2022 für Williams in der Formel-1-Weltmeisterschaft debütiert hatte. Am 11. Juli wurde bekannt gegeben, dass de Vries ab dem Großen Preis von Ungarn 2023 das Team verlässt, Daniel Ricciardo übernahm sein Cockpit.
Williams gab bekannt, dass der am Saisonende auslaufende Vertrag von Nicholas Latifi nicht verlängert werde. Williams-Teamchef Jost Capito bestätigte im Rahmen des Großen Preises der USA 2022, dass Logan Sargeant das freie Cockpit unter der Voraussetzung einnehmen werde, dass es ihm gelinge, bis Jahresende genug Superlizenzpunkte zu sammeln. Sargeant erhielt am Saisonende der FIA-Formel-2-Meisterschaft die Superlizenz, womit er 2023 für das Team fährt.
Das Haas F1 Team gab bekannt, dass Mick Schumacher das Team am Ende der Saison 2022 verlassen werde. Nico Hülkenberg wurde als sein Nachfolger vorgestellt.  Schumacher wechselte daraufhin als Test- und Ersatzfahrer zu Mercedes. Sein Vertrag mit der Ferrari Driver Academy wurde zuvor aufgelöst.
Im zweiten freien Training beim Großen Preis der Niederlande 2023 brach sich Ricciardo einen Mittelhandknochen, wodurch er an den folgenden fünf Rennen nicht teilnehmen konnte. Er wurde von Liam Lawson vertreten.
Im Qualifying für den Großen Preis von Singapur 2023 verunfallte Lance Stroll. Daraufhin beschloss er gemeinsam mit dem Aston Martin F1 Team, dass er nicht am Großen Preis teilnehmen wird.

## Teams und Fahrer
In der Übersicht werden alle Fahrer aufgeführt, die für die Saison 2023 mit einem Rennstall einen Vertrag als Stamm-, Test- oder Ersatzfahrer abgeschlossen haben. Die Teams sind nach der Reihenfolge der Konstrukteurs-WM 2022 angeordnet.
| Bild                                           | Team                                               | Chassis                           | Motor                          | Reifen | Nr.  | Stammfahrer      | Rennen        | Test-/ Ersatzfahrer                                                                                         |
| ---------------------------------------------- | -------------------------------------------------- | --------------------------------- | ------------------------------ | ------ | ---- | ---------------- | ------------- | --- |
| Oracle Red Bull Racing                         | Oracle Red Bull Racing                             | Red Bull Racing RB19              | Honda RBPTH001                 | P      | 01 a | Max Verstappen   | 1–23          | Daniel Ricciardo Liam Lawson Dennis Hauger Zane Maloney Jake Dennis YD Isack Hadjar YD                      |
| Oracle Red Bull Racing                         | Oracle Red Bull Racing                             | Red Bull Racing RB19              | Honda RBPTH001                 | P      | 11   | Sergio Pérez     | 1–23          | Daniel Ricciardo Liam Lawson Dennis Hauger Zane Maloney Jake Dennis YD Isack Hadjar YD                      |
| Scuderia Ferrari                               | Scuderia Ferrari                                   | Ferrari SF-23                     | Ferrari 066/10                 | P      | 16   | Charles Leclerc  | 1–23          | Antonio Giovinazzi Robert Schwarzman YD                                                                     |
| Scuderia Ferrari                               | Scuderia Ferrari                                   | Ferrari SF-23                     | Ferrari 066/10                 | P      | 55   | Carlos Sainz jr. | 1–23          | Antonio Giovinazzi Robert Schwarzman YD                                                                     |
| Mercedes-AMG Petronas Formula One Team         | Mercedes-AMG Petronas Formula One Team             | Mercedes-AMG F1 W14 E Performance | Mercedes-AMG M14 E Performance | P      | 63   | George Russell   | 1–23          | Mick Schumacher Frederik Vesti YD                                                                           |
| Mercedes-AMG Petronas Formula One Team         | Mercedes-AMG Petronas Formula One Team             | Mercedes-AMG F1 W14 E Performance | Mercedes-AMG M14 E Performance | P      | 44   | Lewis Hamilton   | 1–23          | Mick Schumacher Frederik Vesti YD                                                                           |
| BWT Alpine F1 Team                             | BWT Alpine F1 Team                                 | Alpine A523                       | Renault E-Tech RE23            | P      | 31   | Esteban Ocon     | 1–23          | Jack Doohan YD                                                                                              |
| BWT Alpine F1 Team                             | BWT Alpine F1 Team                                 | Alpine A523                       | Renault E-Tech RE23            | P      | 10   | Pierre Gasly     | 1–23          | Jack Doohan YD                                                                                              |
| McLaren Formula 1 Team                         | McLaren Formula 1 Team                             | McLaren MCL60                     | Mercedes-AMG M14 E Performance | P      | 81   | Oscar Piastri    | 1–23          | Alex Palou Mick Schumacher Felipe Drugovich Stoffel Vandoorne Will Stevens Oliver Turvey Patricio O’Ward YD |
| McLaren Formula 1 Team                         | McLaren Formula 1 Team                             | McLaren MCL60                     | Mercedes-AMG M14 E Performance | P      | 04   | Lando Norris     | 1–23          | Alex Palou Mick Schumacher Felipe Drugovich Stoffel Vandoorne Will Stevens Oliver Turvey Patricio O’Ward YD |
| Alfa Romeo F1 Team Stake                       | Alfa Romeo F1 Team Stake Alfa Romeo F1 Team Kick b | Alfa Romeo C43                    | Ferrari 066/10                 | P      | 77   | Valtteri Bottas  | 1–23          | Théo Pourchaire YD                                                                                          |
| Alfa Romeo F1 Team Stake                       | Alfa Romeo F1 Team Stake Alfa Romeo F1 Team Kick b | Alfa Romeo C43                    | Ferrari 066/10                 | P      | 24   | Zhou Guanyu      | 1–23          | Théo Pourchaire YD                                                                                          |
| Aston Martin Aramco Cognizant Formula One Team | Aston Martin Aramco Cognizant Formula One Team     | Aston Martin AMR23                | Mercedes-AMG M14 E Performance | P      | 18   | Lance Stroll     | 1–23          | Felipe Drugovich YD Stoffel Vandoorne                                                                       |
| Aston Martin Aramco Cognizant Formula One Team | Aston Martin Aramco Cognizant Formula One Team     | Aston Martin AMR23                | Mercedes-AMG M14 E Performance | P      | 14   | Fernando Alonso  | 1–23          | Felipe Drugovich YD Stoffel Vandoorne                                                                       |
| MoneyGram Haas F1 Team                         | MoneyGram Haas F1 Team                             | Haas VF-23                        | Ferrari 066/10                 | P      | 20   | Kevin Magnussen  | 1–23          | Pietro Fittipaldi Oliver Bearman YD                                                                         |
| MoneyGram Haas F1 Team                         | MoneyGram Haas F1 Team                             | Haas VF-23                        | Ferrari 066/10                 | P      | 27   | Nico Hülkenberg  | 1–23          | Pietro Fittipaldi Oliver Bearman YD                                                                         |
| Scuderia AlphaTauri                            | Scuderia AlphaTauri                                | AlphaTauri AT04                   | Honda RBPTH001                 | P      | 21   | Nyck de Vries    | 1–11          | Liam Lawson Dennis Hauger Zane Maloney Isack Hadjar YD                                                      |
| Scuderia AlphaTauri                            | Scuderia AlphaTauri                                | AlphaTauri AT04                   | Honda RBPTH001                 | P      | 03   | Daniel Ricciardo | 12, 13, 19–23 | Liam Lawson Dennis Hauger Zane Maloney Isack Hadjar YD                                                      |
| Scuderia AlphaTauri                            | Scuderia AlphaTauri                                | AlphaTauri AT04                   | Honda RBPTH001                 | P      | 40   | Liam Lawson      | 14–18         | Liam Lawson Dennis Hauger Zane Maloney Isack Hadjar YD                                                      |
| Scuderia AlphaTauri                            | Scuderia AlphaTauri                                | AlphaTauri AT04                   | Honda RBPTH001                 | P      | 22   | Yuki Tsunoda     | 1–23          | Liam Lawson Dennis Hauger Zane Maloney Isack Hadjar YD                                                      |
| Williams Racing                                | Williams Racing                                    | Williams FW45                     | Mercedes-AMG M14 E Performance | P      | 23   | Alexander Albon  | 1–23          | Zak O’Sullivan YD Franco Colapinto                                                                          |
| Williams Racing                                | Williams Racing                                    | Williams FW45                     | Mercedes-AMG M14 E Performance | P      | 02   | Logan Sargeant   | 1–23          | Zak O’Sullivan YD Franco Colapinto                                                                          |

Anmerkung:

## Saisonvorbereitung

### Testfahrten
Die Wintertestfahrten vor der Formel-1-Weltmeisterschaft 2023 fanden vom 23. bis zum 25. Februar genau wie der erste Saisonlauf auf dem Bahrain International Circuit statt. Aston Martin-Pilot Lance Stroll konnte aufgrund eines Trainingsunfalls an den Testfahrten in Bahrain nicht teilnehmen, seine Testeinheiten übernahm Test- und Ersatzfahrer Felipe Drugovich.
Am ersten Tag fuhr Max Verstappen die schnellste Runde mit einer Zeit von 1:32,837 Minuten. Knapp dahinter fuhr Fernando Alonso die zweitbeste Zeit mit einem Abstand von 0,029 Sekunden. Carlos Sainz jr. im Ferrari erzielte die drittbeste Zeit.
Mit 157 Runden fuhr Verstappen die meisten Runden. Sergio Pérez setzte für den ersten Testtag aus, bekommt im Gegenzug den Red Bull am dritten Tag für sich allein.
Die wenigsten gefahrenen Runden haben Lando Norris und Felipe Drugovich mit jeweils 40.
Am zweiten Tag fuhr Zhou Guanyu im Alfa Romeo die schnellste Runde mit einer Zeit von 1:31,610 Minuten. Das ist rund 1,2 Sekunden schneller als die Bestzeit vom Vortag. Dicht dahinter lag Verstappen mit 0,040 Sekunden Abstand. Die drittbeste Zeit ging an Alonso.
Rookie Logan Sargeant fuhr mit 154 Runden die meisten Runden des Tages. Drugovich, Valtteri Bottas und Alexander Albon setzten an Tag zwei aus.
George Russell hatte den Mercedes in der Nachmittags-Session zur Verfügung. Er konnte jedoch wegen Hydraulikproblemen nicht mehr als 26 Runden fahren.

### Testergebnisse
| Pos. | Fahrer           | Konstrukteur                 | Beste Runde | Tag 1    | Tag 2    | Tag 3    | Runden |
| ---- | ---------------- | ---------------------------- | ----------- | -------- | -------- | -------- | ------ |
| 01   | Sergio Pérez     | Red Bull Racing-Honda RBPT   | 1:30,305    | —        | 1:33,751 | 1:30,305 | 209    |
| 02   | Lewis Hamilton   | Mercedes                     | 1:30,664    | 1:33,508 | 1:33,954 | 1:30,664 | 220    |
| 03   | Valtteri Bottas  | Alfa Romeo-Ferrari           | 1:30,827    | 1:34,558 | —        | 1:30,827 | 202    |
| 04   | Charles Leclerc  | Ferrari                      | 1:31,024    | 1:33,267 | 1:32,725 | 1:31,024 | 199    |
| 05   | Carlos Sainz jr. | Ferrari                      | 1:31,036    | 1:33,253 | 1:32,486 | 1:31,036 | 217    |
| 06   | Yuki Tsunoda     | AlphaTauri-Honda RBPT        | 1:31,261    | 1:34,671 | 1:35,708 | 1:31,261 | 210    |
| 07   | Kevin Magnussen  | Haas-Ferrari                 | 1:31,381    | 1:35,087 | 1:33,442 | 1:31,381 | 218    |
| 08   | George Russell   | Mercedes                     | 1:31,442    | 1:34,174 | 1:33,654 | 1:31,442 | 178    |
| 09   | Fernando Alonso  | Aston Martin Aramco-Mercedes | 1:31,450    | 1:32,866 | 1:32,205 | 1:31,450 | 270    |
| 10   | Zhou Guanyu      | Alfa Romeo-Ferrari           | 1:31,610    | 1:33,723 | 1:31,610 | —        | 199    |
| 11   | Max Verstappen   | Red Bull Racing-Honda RBPT   | 1:31,650    | 1:32,837 | 1:31,650 | —        | 204    |
| 12   | Felipe Drugovich | Aston Martin Aramco-Mercedes | 1:32,075    | 1:34,564 | —        | 1:32,075 | 117    |
| 13   | Lando Norris     | McLaren-Mercedes             | 1:32,160    | 1:33,462 | 1:35,522 | 1:32,160 | 142    |
| 14   | Nyck de Vries    | AlphaTauri-Honda RBPT        | 1:32,222    | 1:34,559 | 1:32,222 | 1:38,244 | 246    |
| 15   | Nico Hülkenberg  | Haas-Ferrari                 | 1:32,466    | 1:34,424 | 1:32,466 | 1:33,329 | 196    |
| 16   | Logan Sargeant   | Williams-Mercedes            | 1:32,549    | 1:34,324 | 1:32,549 | —        | 229    |
| 17   | Pierre Gasly     | Alpine-Renault               | 1:32,762    | 1:34,822 | 1:33,186 | 1:32,762 | 175    |
| 18   | Alexander Albon  | Williams-Mercedes            | 1:32,793    | 1:33,671 | —        | 1:32,793 | 210    |
| 19   | Oscar Piastri    | McLaren-Mercedes             | 1:33,175    | 1:34,888 | 1:33,175 | 1:33,655 | 170    |
| 20   | Esteban Ocon     | Alpine-Renault               | 1:33,257    | 1:34,871 | 1:33,490 | 1:33,257 | 178    |

## Rennkalender
Der Rennkalender wurde am 20. September 2022 veröffentlicht und umfasste in der ursprünglichen Fassung 24 Rennen. Am 2. Dezember wurde der Große Preis von China offiziell abgesagt. Am 17. Januar 2023 wurde bekannt gegeben, dass der Große Preis von China nicht ersetzt wird und der Rennkalender somit 23 Rennen umfasst.
Am 17. Mai wurde beschlossen, dass aufgrund der Überflutungen in der Emilia-Romagna der Große Preis der Emilia-Romagna nicht stattfinden kann. Aufgrund der kurzfristigen Absage wurde kein Ersatz benannt.
| Nr. | Datum         | Grand Prix (Strecke)         | Distanz (km)                        | Sieger                                      | Zweiter                                        | Dritter                                        | Pole- Position                              | Schnellste Rennrunde                           | Gesamtführender Fahrer                      | Gesamtführender Konstrukteur |
| --- | ------------- | ---------------------------- | ----------------------------------- | ------------------------------------------- | ---------------------------------------------- | ---------------------------------------------- | ------------------------------------------- | ---------------------------------------------- | ------------------------------------------- | ---------------------------- |
| 01  | 5. März       | Bahrain (as-Sachir)          | 308,484                             | Max Verstappen (Red Bull Racing-Honda RBPT) | Sergio Pérez (Red Bull Racing-Honda RBPT)      | Fernando Alonso (Aston Martin Aramco-Mercedes) | Max Verstappen (Red Bull Racing-Honda RBPT) | Zhou Guanyu (Alfa Romeo-Ferrari)               | Max Verstappen (Red Bull Racing-Honda RBPT) | Red Bull Racing-Honda RBPT   |
| 02  | 19. März      | Saudi-Arabien (Dschidda)     | 308,700                             | Sergio Pérez (Red Bull Racing-Honda RBPT)   | Max Verstappen (Red Bull Racing-Honda RBPT)    | Fernando Alonso (Aston Martin Aramco-Mercedes) | Sergio Pérez (Red Bull Racing-Honda RBPT)   | Max Verstappen (Red Bull Racing-Honda RBPT)    | Max Verstappen (Red Bull Racing-Honda RBPT) | Red Bull Racing-Honda RBPT   |
| 03  | 2. April      | Australien (Melbourne)       | 307,574                             | Max Verstappen (Red Bull Racing-Honda RBPT) | Lewis Hamilton (Mercedes)                      | Fernando Alonso (Aston Martin Aramco-Mercedes) | Max Verstappen (Red Bull Racing-Honda RBPT) | Sergio Pérez (Red Bull Racing-Honda RBPT)      | Max Verstappen (Red Bull Racing-Honda RBPT) | Red Bull Racing-Honda RBPT   |
| 04  | 29. April     | Aserbaidschan (Baku)         | 102,051                             | Sergio Pérez (Red Bull Racing-Honda RBPT)   | Charles Leclerc (Ferrari)                      | Max Verstappen (Red Bull Racing-Honda RBPT)    | Charles Leclerc (Ferrari)                   | Sergio Pérez (Red Bull Racing-Honda RBPT)      | Max Verstappen (Red Bull Racing-Honda RBPT) | Red Bull Racing-Honda RBPT   |
| 04  | 30. April     | Aserbaidschan (Baku)         | 306,049                             | Sergio Pérez (Red Bull Racing-Honda RBPT)   | Max Verstappen (Red Bull Racing-Honda RBPT)    | Charles Leclerc (Ferrari)                      | Charles Leclerc (Ferrari)                   | George Russell (Mercedes)                      | Max Verstappen (Red Bull Racing-Honda RBPT) | Red Bull Racing-Honda RBPT   |
| 05  | 7. Mai        | Miami (Miami Gardens)        | 308,484                             | Max Verstappen (Red Bull Racing-Honda RBPT) | Sergio Pérez (Red Bull Racing-Honda RBPT)      | Fernando Alonso (Aston Martin Aramco-Mercedes) | Sergio Pérez (Red Bull Racing-Honda RBPT)   | Max Verstappen (Red Bull Racing-Honda RBPT)    | Max Verstappen (Red Bull Racing-Honda RBPT) | Red Bull Racing-Honda RBPT   |
| 06  | 21. Mai       | Emilia-Romagna (Imola)       | aufgrund von Überflutungen abgesagt | aufgrund von Überflutungen abgesagt         | aufgrund von Überflutungen abgesagt            | aufgrund von Überflutungen abgesagt            | aufgrund von Überflutungen abgesagt         | aufgrund von Überflutungen abgesagt            | Max Verstappen (Red Bull Racing-Honda RBPT) | Red Bull Racing-Honda RBPT   |
| 07  | 28. Mai       | Monaco (Monte Carlo)         | 260,286                             | Max Verstappen (Red Bull Racing-Honda RBPT) | Fernando Alonso (Aston Martin Aramco-Mercedes) | Esteban Ocon (Alpine-Renault)                  | Max Verstappen (Red Bull Racing-Honda RBPT) | Lewis Hamilton (Mercedes)                      | Max Verstappen (Red Bull Racing-Honda RBPT) | Red Bull Racing-Honda RBPT   |
| 08  | 4. Juni       | Spanien (Montmeló)           | 307,104                             | Max Verstappen (Red Bull Racing-Honda RBPT) | Lewis Hamilton (Mercedes)                      | George Russell (Mercedes)                      | Max Verstappen (Red Bull Racing-Honda RBPT) | Max Verstappen (Red Bull Racing-Honda RBPT)    | Max Verstappen (Red Bull Racing-Honda RBPT) | Red Bull Racing-Honda RBPT   |
| 09  | 18. Juni      | Kanada (Montréal)            | 305,270                             | Max Verstappen (Red Bull Racing-Honda RBPT) | Fernando Alonso (Aston Martin Aramco-Mercedes) | Lewis Hamilton (Mercedes)                      | Max Verstappen (Red Bull Racing-Honda RBPT) | Sergio Pérez (Red Bull Racing-Honda RBPT)      | Max Verstappen (Red Bull Racing-Honda RBPT) | Red Bull Racing-Honda RBPT   |
| 10  | 1. Juli       | Österreich (Spielberg)       | 103,506                             | Max Verstappen (Red Bull Racing-Honda RBPT) | Sergio Pérez (Red Bull Racing-Honda RBPT)      | Carlos Sainz jr. (Ferrari)                     | Max Verstappen (Red Bull Racing-Honda RBPT) | Nico Hülkenberg (Haas-Ferrari)                 | Max Verstappen (Red Bull Racing-Honda RBPT) | Red Bull Racing-Honda RBPT   |
| 10  | 2. Juli       | Österreich (Spielberg)       | 306,452                             | Max Verstappen (Red Bull Racing-Honda RBPT) | Charles Leclerc (Ferrari)                      | Sergio Pérez (Red Bull Racing-Honda RBPT)      | Max Verstappen (Red Bull Racing-Honda RBPT) | Max Verstappen (Red Bull Racing-Honda RBPT)    | Max Verstappen (Red Bull Racing-Honda RBPT) | Red Bull Racing-Honda RBPT   |
| 11  | 9. Juli       | Großbritannien (Silverstone) | 306,332                             | Max Verstappen (Red Bull Racing-Honda RBPT) | Lando Norris (McLaren-Mercedes)                | Lewis Hamilton (Mercedes)                      | Max Verstappen (Red Bull Racing-Honda RBPT) | Max Verstappen (Red Bull Racing-Honda RBPT)    | Max Verstappen (Red Bull Racing-Honda RBPT) | Red Bull Racing-Honda RBPT   |
| 12  | 23. Juli      | Ungarn (Mogyoród)            | 306,630                             | Max Verstappen (Red Bull Racing-Honda RBPT) | Lando Norris (McLaren-Mercedes)                | Sergio Pérez (Red Bull Racing-Honda RBPT)      | Lewis Hamilton (Mercedes)                   | Max Verstappen (Red Bull Racing-Honda RBPT)    | Max Verstappen (Red Bull Racing-Honda RBPT) | Red Bull Racing-Honda RBPT   |
| 13  | 29. Juli      | Belgien (Spa-Francorchamps)  | 76,920                              | Max Verstappen (Red Bull Racing-Honda RBPT) | Oscar Piastri (McLaren-Mercedes)               | Pierre Gasly (Alpine-Renault)                  | Max Verstappen (Red Bull Racing-Honda RBPT) | Max Verstappen (Red Bull Racing-Honda RBPT)    | Max Verstappen (Red Bull Racing-Honda RBPT) | Red Bull Racing-Honda RBPT   |
| 13  | 30. Juli      | Belgien (Spa-Francorchamps)  | 308,052                             | Max Verstappen (Red Bull Racing-Honda RBPT) | Sergio Pérez (Red Bull Racing-Honda RBPT)      | Charles Leclerc (Ferrari)                      | Charles Leclerc 1 (Ferrari)                 | Lewis Hamilton (Mercedes)                      | Max Verstappen (Red Bull Racing-Honda RBPT) | Red Bull Racing-Honda RBPT   |
| 14  | 27. August    | Niederlande (Zandvoort)      | 306,587                             | Max Verstappen (Red Bull Racing-Honda RBPT) | Fernando Alonso (Aston Martin Aramco-Mercedes) | Pierre Gasly (Alpine-Renault)                  | Max Verstappen (Red Bull Racing-Honda RBPT) | Fernando Alonso (Aston Martin Aramco-Mercedes) | Max Verstappen (Red Bull Racing-Honda RBPT) | Red Bull Racing-Honda RBPT   |
| 15  | 3. September  | Italien (Monza)              | 295,443                             | Max Verstappen (Red Bull Racing-Honda RBPT) | Sergio Pérez (Red Bull Racing-Honda RBPT)      | Carlos Sainz jr. (Ferrari)                     | Carlos Sainz jr. (Ferrari)                  | Oscar Piastri (McLaren-Mercedes)               | Max Verstappen (Red Bull Racing-Honda RBPT) | Red Bull Racing-Honda RBPT   |
| 16  | 17. September | Singapur (Singapur)          | 305,536                             | Carlos Sainz jr. (Ferrari)                  | Lando Norris (McLaren-Mercedes)                | Lewis Hamilton (Mercedes)                      | Carlos Sainz jr. (Ferrari)                  | Lewis Hamilton (Mercedes)                      | Max Verstappen (Red Bull Racing-Honda RBPT) | Red Bull Racing-Honda RBPT   |
| 17  | 24. September | Japan (Suzuka)               | 307,471                             | Max Verstappen (Red Bull Racing-Honda RBPT) | Lando Norris (McLaren-Mercedes)                | Oscar Piastri (McLaren-Mercedes)               | Max Verstappen (Red Bull Racing-Honda RBPT) | Max Verstappen (Red Bull Racing-Honda RBPT)    | Max Verstappen (Red Bull Racing-Honda RBPT) | Red Bull Racing-Honda RBPT   |
| 18  | 7. Oktober    | Katar (Doha)                 | 102,961                             | Oscar Piastri (McLaren-Mercedes)            | Max Verstappen (Red Bull Racing-Honda RBPT)    | Lando Norris (McLaren-Mercedes)                | Oscar Piastri (McLaren-Mercedes)            | Max Verstappen (Red Bull Racing-Honda RBPT)    | Max Verstappen (Red Bull Racing-Honda RBPT) | Red Bull Racing-Honda RBPT   |
| 18  | 8. Oktober    | Katar (Doha)                 | 308,611                             | Max Verstappen (Red Bull Racing-Honda RBPT) | Oscar Piastri (McLaren-Mercedes)               | Lando Norris (McLaren-Mercedes)                | Max Verstappen (Red Bull Racing-Honda RBPT) | Max Verstappen (Red Bull Racing-Honda RBPT)    | Max Verstappen (Red Bull Racing-Honda RBPT) | Red Bull Racing-Honda RBPT   |
| 19  | 21. Oktober   | USA (Austin)                 | 104,747                             | Max Verstappen (Red Bull Racing-Honda RBPT) | Lewis Hamilton (Mercedes)                      | Charles Leclerc (Ferrari)                      | Max Verstappen (Red Bull Racing-Honda RBPT) | Max Verstappen (Red Bull Racing-Honda RBPT)    | Max Verstappen (Red Bull Racing-Honda RBPT) | Red Bull Racing-Honda RBPT   |
| 19  | 22. Oktober   | USA (Austin)                 | 308,728                             | Max Verstappen (Red Bull Racing-Honda RBPT) | Lando Norris (McLaren-Mercedes)                | Carlos Sainz jr. (Ferrari)                     | Charles Leclerc (Ferrari)                   | Yuki Tsunoda (AlphaTauri-Honda RBPT)           | Max Verstappen (Red Bull Racing-Honda RBPT) | Red Bull Racing-Honda RBPT   |
| 20  | 29. Oktober   | Mexiko (Mexiko-Stadt)        | 305,584                             | Max Verstappen (Red Bull Racing-Honda RBPT) | Lewis Hamilton (Mercedes)                      | Charles Leclerc (Ferrari)                      | Charles Leclerc (Ferrari)                   | Lewis Hamilton (Mercedes)                      | Max Verstappen (Red Bull Racing-Honda RBPT) | Red Bull Racing-Honda RBPT   |
| 21  | 4. November   | São Paulo (Interlagos)       | 103,416                             | Max Verstappen (Red Bull Racing-Honda RBPT) | Lando Norris (McLaren-Mercedes)                | Sergio Pérez (Red Bull Racing-Honda RBPT)      | Lando Norris (McLaren-Mercedes)             | George Russell (Mercedes)                      | Max Verstappen (Red Bull Racing-Honda RBPT) | Red Bull Racing-Honda RBPT   |
| 21  | 5. November   | São Paulo (Interlagos)       | 305,584                             | Max Verstappen (Red Bull Racing-Honda RBPT) | Lando Norris (McLaren-Mercedes)                | Fernando Alonso (Aston Martin Aramco-Mercedes) | Max Verstappen (Red Bull Racing-Honda RBPT) | Lando Norris (McLaren-Mercedes)                | Max Verstappen (Red Bull Racing-Honda RBPT) | Red Bull Racing-Honda RBPT   |
| 22  | 18. November  | Las Vegas (Las Vegas)        | 309,958                             | Max Verstappen (Red Bull Racing-Honda RBPT) | Charles Leclerc (Ferrari)                      | Sergio Pérez (Red Bull Racing-Honda RBPT)      | Charles Leclerc (Ferrari)                   | Oscar Piastri (McLaren-Mercedes)               | Max Verstappen (Red Bull Racing-Honda RBPT) | Red Bull Racing-Honda RBPT   |
| 23  | 26. November  | Abu Dhabi (Yas-Insel)        | 306,183                             | Max Verstappen (Red Bull Racing-Honda RBPT) | Charles Leclerc (Ferrari)                      | George Russell (Mercedes)                      | Max Verstappen (Red Bull Racing-Honda RBPT) | Max Verstappen (Red Bull Racing-Honda RBPT)    | Max Verstappen (Red Bull Racing-Honda RBPT) | Red Bull Racing-Honda RBPT   |

Anmerkung:

Die Ergebnisse von Sprints sind grau hinterlegt.

## Rennberichte

### Großer Preis von Bahrain
| Platz | Fahrer          | Team                         | Zeit        |
| ----- | --------------- | ---------------------------- | ----------- |
| 1     | Max Verstappen  | Red Bull Racing-Honda RBPT   | 1:33:56,736 |
| 2     | Sergio Pérez    | Red Bull Racing-Honda RBPT   | + 11,987    |
| 3     | Fernando Alonso | Aston Martin Aramco-Mercedes | + 38,637    |
| PP    | Max Verstappen  | Red Bull Racing-Honda RBPT   | 1:29,708    |
| SR    | Zhou Guanyu     | Alfa Romeo-Ferrari           | 1:33,996    |

Der Große Preis von Bahrain auf dem Bahrain International Circuit fand am 5. März 2023 statt und ging über eine Distanz von 57 Runden à 5,412 km, was einer Gesamtdistanz von 308,434 km entspricht.
Max Verstappen gewann das Rennen vor Sergio Pérez und Fernando Alonso.

### Großer Preis von Saudi-Arabien
| Platz | Fahrer          | Team                         | Zeit        |
| ----- | --------------- | ---------------------------- | ----------- |
| 1     | Sergio Pérez    | Red Bull Racing-Honda RBPT   | 1:21:14,894 |
| 2     | Max Verstappen  | Red Bull Racing-Honda RBPT   | + 5,355     |
| 3     | Fernando Alonso | Aston Martin Aramco-Mercedes | + 20,728    |
| PP    | Sergio Pérez    | Red Bull Racing-Honda RBPT   | 1:28,265    |
| SR    | Max Verstappen  | Red Bull Racing-Honda RBPT   | 1:31,906    |

Der Große Preis von Saudi-Arabien auf dem Jeddah Corniche Circuit fand am 19. März 2023 statt und ging über eine Distanz von 50 Runden à 6,174 km, was einer Gesamtdistanz von 308,7 km entspricht.
Sergio Pérez gewann das Rennen vor Max Verstappen und Fernando Alonso.

### Großer Preis von Australien
| Platz | Fahrer          | Team                         | Zeit        |
| ----- | --------------- | ---------------------------- | ----------- |
| 1     | Max Verstappen  | Red Bull Racing-Honda RBPT   | 2:32:38,371 |
| 2     | Lewis Hamilton  | Mercedes                     | + 0,179     |
| 3     | Fernando Alonso | Aston Martin Aramco-Mercedes | + 0,769     |
| PP    | Max Verstappen  | Red Bull Racing-Honda RBPT   | 1.16,732    |
| SR    | Sergio Pérez    | Red Bull Racing-Honda RBPT   | 1:20,235    |

Der Große Preis von Australien auf dem Albert Park Circuit fand am 2. April 2023 statt und ging über eine Distanz von 58 Runden à 5,278 km, was einer Gesamtdistanz von 306,124 km entspricht.
Max Verstappen gewann das Rennen vor Lewis Hamilton und Fernando Alonso.
Das Rennen wurde aufgrund von mehreren Unfällen insgesamt dreimal unterbrochen.

### Großer Preis von Aserbaidschan
| Platz | Fahrer          | Team                       | Zeit        |
| ----- | --------------- | -------------------------- | ----------- |
| 1     | Sergio Pérez    | Red Bull Racing-Honda RBPT | 1:32:42,436 |
| 2     | Max Verstappen  | Red Bull Racing-Honda RBPT | + 2,137     |
| 3     | Charles Leclerc | Ferrari                    | + 21,217    |
| PP    | Charles Leclerc | Ferrari                    | 1:40,203    |
| SR    | George Russell  | Mercedes                   | 1:43,370    |

Der Große Preis von Aserbaidschan auf dem Baku City Circuit fand am 30. April 2023 statt und ging über eine Distanz von 51 Runden à 6,003 km, was einer Gesamtdistanz von 306,153 km entspricht.
Sergio Pérez gewann das Rennen vor Max Verstappen und Charles Leclerc.

### Großer Preis von Miami
| Platz | Fahrer          | Team                         | Zeit        |
| ----- | --------------- | ---------------------------- | ----------- |
| 1     | Max Verstappen  | Red Bull Racing-Honda RBPT   | 1:27:38,241 |
| 2     | Sergio Pérez    | Red Bull Racing-Honda RBPT   | + 5,384     |
| 3     | Fernando Alonso | Aston Martin Aramco-Mercedes | + 26,305    |
| PP    | Sergio Pérez    | Red Bull Racing-Honda RBPT   | 1:26,841    |
| SR    | Max Verstappen  | Red Bull Racing-Honda RBPT   | 1:29,708    |

Der Große Preis von Miami auf dem Miami International Autodrome fand am 7. Mai 2023 statt und ging über eine Distanz von 57 Runden à 5,412 km, was einer Gesamtdistanz von 308,484 km entspricht.
Max Verstappen gewann das Rennen vor Sergio Pérez und Fernando Alonso.

### Großer Preis von Monaco
| Platz | Fahrer          | Team                         | Zeit        |
| ----- | --------------- | ---------------------------- | ----------- |
| 1     | Max Verstappen  | Red Bull Racing-Honda RBPT   | 1:48:51,980 |
| 2     | Fernando Alonso | Aston Martin Aramco-Mercedes | + 27,921    |
| 3     | Esteban Ocon    | Alpine-Renault               | + 36,990    |
| PP    | Max Verstappen  | Red Bull Racing-Honda RBPT   | 1:11,365    |
| SR    | Lewis Hamilton  | Mercedes                     | 1:15,650    |

Der Große Preis von Monaco auf dem Circuit de Monaco fand am 28. Mai 2023 statt und ging über eine Distanz von 78 Runden à 3,337 km, was einer Gesamtdistanz von 260,286 km entspricht.
Max Verstappen gewann das Rennen vor Fernando Alonso und Esteban Ocon. Mit seinem 39. Sieg überholte er Sebastian Vettel und ist nun der Fahrer mit den meisten Rennsiegen für Red Bull Racing.

### Großer Preis von Spanien
| Platz | Fahrer         | Team                       | Zeit        |
| ----- | -------------- | -------------------------- | ----------- |
| 1     | Max Verstappen | Red Bull Racing-Honda RBPT | 1:27:57,940 |
| 2     | Lewis Hamilton | Mercedes                   | + 24,090    |
| 3     | George Russell | Mercedes                   | + 32,389    |
| PP    | Max Verstappen | Red Bull Racing-Honda RBPT | 1:12,272    |
| SR    | Max Verstappen | Red Bull Racing-Honda RBPT | 1:16,330    |

Der Große Preis von Spanien auf dem Circuit de Barcelona-Catalunya fand am 4. Juni 2023 statt und ging über eine Distanz von 66 Runden à 4,657 km, was einer Gesamtdistanz von 307,236 km entspricht.
Max Verstappen gewann das Rennen vor Lewis Hamilton und George Russell.

### Großer Preis von Kanada
| Platz | Fahrer          | Team                         | Zeit        |
| ----- | --------------- | ---------------------------- | ----------- |
| 1     | Max Verstappen  | Red Bull Racing-Honda RBPT   | 1:33:58,348 |
| 2     | Fernando Alonso | Aston Martin Aramco-Mercedes | + 9,570     |
| 3     | Lewis Hamilton  | Mercedes                     | + 14,168    |
| PP    | Max Verstappen  | Red Bull Racing-Honda RBPT   | 1:25,858    |
| SR    | Sergio Pérez    | Red Bull Racing-Honda RBPT   | 1:14,481    |

Der Große Preis von Kanada auf dem Circuit Gilles-Villeneuve fand am 18. Juni 2023 statt und ging über eine Distanz von 70 Runden à 4,361 km, was einer Gesamtdistanz von 305,27 km entspricht.
Max Verstappen gewann das Rennen vor Fernando Alonso und Lewis Hamilton. Gleichzeitig war es der 100. Rennsieg für den Rennstall Red Bull Racing in der Formel 1. Red Bull Racing erreichte als fünfter Rennstall die Marke von 100 Grand-Prix Siegen.

### Großer Preis von Österreich
| Platz | Fahrer          | Team                       | Zeit        |
| ----- | --------------- | -------------------------- | ----------- |
| 1     | Max Verstappen  | Red Bull Racing-Honda RBPT | 1:25:33,607 |
| 2     | Charles Leclerc | Ferrari                    | + 5,155     |
| 3     | Sergio Pérez    | Red Bull Racing-Honda RBPT | + 17,188    |
| PP    | Max Verstappen  | Red Bull Racing-Honda RBPT | 1:04,391    |
| SR    | Max Verstappen  | Red Bull Racing-Honda RBPT | 1:07,012    |

Der Große Preis von Österreich in Spielberg fand am 2. Juli 2023 statt und ging über eine Distanz von 71 Runden à 4,318 km, was einer Gesamtdistanz von 306,452 km entspricht.
Max Verstappen gewann das Rennen vor Charles Leclerc und Sergio Pérez.

### Großer Preis von Großbritannien
| Platz | Fahrer         | Team                       | Zeit        |
| ----- | -------------- | -------------------------- | ----------- |
| 1     | Max Verstappen | Red Bull Racing-Honda RBPT | 1:25:16,938 |
| 2     | Lando Norris   | McLaren-Mercedes           | + 3,798     |
| 3     | Lewis Hamilton | Mercedes                   | + 6,783     |
| PP    | Max Verstappen | Red Bull Racing-Honda RBPT | 1:26,720    |
| SR    | Max Verstappen | Red Bull Racing-Honda RBPT | 1:30,275    |

Der Große Preis von Großbritannien in Silverstone fand am 9. Juli 2023 statt und ging über eine Distanz von 52 Runden à 5,891 km, was einer Gesamtdistanz von 	306,332 km entspricht.
Max Verstappen gewann das Rennen vor Lando Norris und Lewis Hamilton. Mit ihrem elften Sieg in Folge stellte Red Bull den Rekord für die meisten Siege für ein Team in Folge ein.

### Großer Preis von Ungarn
| Platz | Fahrer         | Team                       | Zeit        |
| ----- | -------------- | -------------------------- | ----------- |
| 1     | Max Verstappen | Red Bull Racing-Honda RBPT | 1:38:08,634 |
| 2     | Lando Norris   | McLaren-Mercedes           | + 33,731    |
| 3     | Sergio Pérez   | Red Bull Racing-Honda RBPT | + 37,603    |
| PP    | Lewis Hamilton | Mercedes                   | 1:16,609    |
| SR    | Max Verstappen | Red Bull Racing-Honda RBPT | 1:20,504    |

Der Große Preis von Ungarn auf dem Hungaroring fand am 23. Juli 2023 statt und ging über eine Distanz von 70 Runden à 4,381 km, was einer Gesamtdistanz von 306,63 km entspricht.
Max Verstappen gewann das Rennen vor Lando Norris und Sergio Pérez.

### Großer Preis von Belgien
| Platz | Fahrer          | Team                       | Zeit        |
| ----- | --------------- | -------------------------- | ----------- |
| 1     | Max Verstappen  | Red Bull Racing-Honda RBPT | 1:22:30,450 |
| 2     | Sergio Pérez    | Red Bull Racing-Honda RBPT | + 22,305    |
| 3     | Charles Leclerc | Ferrari                    | + 32,259    |
| PP    | Max Verstappen  | Red Bull Racing-Honda RBPT | 1:46,168    |
| SR    | Lewis Hamilton  | Mercedes                   | 1:47,305    |

Der Große Preis von Belgien auf dem Circuit de Spa-Francorchamps fand am 30. Juli 2023 statt und ging über eine Distanz von 44 Runden à 7,004 km, was einer Gesamtdistanz von 308,052 km entspricht.
Max Verstappen gewann das Rennen vor Sergio Pérez und Charles Leclerc.

### Großer Preis der Niederlande
| Platz | Fahrer          | Team                         | Zeit        |
| ----- | --------------- | ---------------------------- | ----------- |
| 1     | Max Verstappen  | Red Bull Racing-Honda RBPT   | 2:24:04,411 |
| 2     | Fernando Alonso | Aston Martin Aramco-Mercedes | + 3,744     |
| 3     | Pierre Gasly    | Alpine-Renault               | + 7,058     |
| PP    | Max Verstappen  | Red Bull Racing-Honda RBPT   | 1:10,567    |
| SR    | Fernando Alonso | Aston Martin Aramco-Mercedes | 1:13,837    |

Der Große Preis der Niederlande auf dem Circuit Zandvoort fand am 27. August 2023 statt und ging über eine Distanz von 72 Runden à 4,259 km, was einer Gesamtdistanz von 306,587 km entspricht.
Max Verstappen gewann das Rennen vor Fernando Alonso und Pierre Gasly. Verstappen erzielte seinen neunten Sieg in Folge und zog mit Sebastian Vettel beim Rekord für die meisten Siegen in Folge gleich.

### Großer Preis von Italien
| Platz | Fahrer           | Team                       | Zeit        |
| ----- | ---------------- | -------------------------- | ----------- |
| 1     | Max Verstappen   | Red Bull Racing-Honda RBPT | 1:13:41,143 |
| 2     | Sergio Pérez     | Red Bull Racing-Honda RBPT | + 6,064     |
| 3     | Carlos Sainz jr. | Ferrari                    | + 11,193    |
| PP    | Carlos Sainz jr. | Ferrari                    | 1:20,294    |
| SR    | Oscar Piastri    | McLaren-Mercedes           | 1:25,072    |

Der Große Preis von Italien auf dem Autodromo Nazionale di Monza in Monza fand am 3. September 2023 statt und ging über eine Distanz von 51 Runden à 5,793 km, was einer Gesamtdistanz von 295,443 km entspricht.
Max Verstappen gewann das Rennen vor Sergio Pérez und Carlos Sainz. Verstappen erzielte seinen zehnten Sieg in Folge und überholte somit Sebastian Vettel beim Rekord für die meisten Siegen in Folge.

### Großer Preis von Singapur
| Platz | Fahrer           | Team             | Zeit        |
| ----- | ---------------- | ---------------- | ----------- |
| 1     | Carlos Sainz jr. | Ferrari          | 1:46:37,418 |
| 2     | Lando Norris     | McLaren-Mercedes | + 0,812     |
| 3     | Lewis Hamilton   | Mercedes         | + 1,269     |
| PP    | Carlos Sainz jr. | Ferrari          | 1:30,984    |
| SR    | Lewis Hamilton   | Mercedes         | 1:35,867    |

Der Große Preis von Singapur auf dem Marina Bay Street Circuit in Singapur fand am 17. September 2023 statt und ging über eine Distanz von 62 Runden à 4,928 km, was einer Gesamtdistanz von 305,536 km entspricht.
Carlos Sainz jr. gewann das Rennen vor Lando Norris und Lewis Hamilton.

### Großer Preis von Japan
| Platz | Fahrer         | Team                       | Zeit        |
| ----- | -------------- | -------------------------- | ----------- |
| 1     | Max Verstappen | Red Bull Racing-Honda RBPT | 1:30:58.421 |
| 2     | Lando Norris   | McLaren-Mercedes           | +19,387     |
| 3     | Oscar Piastri  | McLaren-Mercedes           | + 36,494    |
| PP    | Max Verstappen | Red Bull Racing-Honda RBPT | 1:28,877    |
| SR    | Max Verstappen | Red Bull Racing-Honda RBPT | 1:34,183    |

Der Große Preis von Japan auf dem Suzuka International Racing Course Suzuka fand am 24. September 2023 statt und ging über eine Distanz von 53 Runden à 5,807 km, was einer Gesamtdistanz von 307,471 km entspricht.
Max Verstappen gewann das Rennen vor Lando Norris und Oscar Piastri. Für Piastri war es sein erstes Podium in der Formel 1.
Red Bull Racing sicherte sich vorzeitig zum sechsten Mal die Konstrukteursmeisterschaft.

### Großer Preis von Katar
| Platz | Fahrer         | Team                       | Zeit        |
| ----- | -------------- | -------------------------- | ----------- |
| 1     | Max Verstappen | Red Bull Racing-Honda RBPT | 1:27:39.168 |
| 2     | Oscar Piastri  | McLaren-Mercedes           | + 4,833     |
| 3     | Lando Norris   | McLaren-Mercedes           | + 5,569     |
| PP    | Max Verstappen | Red Bull Racing-Honda RBPT | 1:23,778    |
| SR    | Max Verstappen | Red Bull Racing-Honda RBPT | 1:24,319    |

Der Große Preis von Katar auf dem Losail International Circuit fand am 8. Oktober 2023 statt und ging über eine Distanz von 57 Runden à 5,380 km, was einer Gesamtdistanz von 306,660 km entspricht.
Max Verstappen gewann das Rennen vor Oscar Piastri und Lando Norris.
Beim Sprint am Samstag sicherte sich Verstappen vorzeitig seinen dritten Weltmeistertitel.

### Großer Preis der USA
| Platz | Fahrer          | Team                       | Zeit        |
| ----- | --------------- | -------------------------- | ----------- |
| 1     | Max Verstappen  | Red Bull Racing-Honda RBPT | 1:35:21,362 |
| 2     | Lando Norris    | McLaren-Mercedes           | + 10,730    |
| 3     | Carlos Sainz    | Ferrari                    | + 15,134    |
| PP    | Charles Leclerc | Ferrari                    | 1:34,723    |
| SR    | Yuki Tsunoda    | AlphaTauri-Honda RBPT      | 1:38,139    |

Der Große Preis der USA auf dem Circuit of The Americas fand am 22. Oktober 2023 statt und ging über eine Distanz von 56 Runden à 5,516 km, was einer Gesamtdistanz von 308,896 km entspricht.
Max Verstappen gewann das Rennen vor Lando Norris und Carlos Sainz. Ursprünglich beendete Lewis Hamilton das Rennen vor Norris auf dem zweiten Platz, wurde jedoch, neben Charles Leclerc wegen einer zu dünnen Bodenplatte seines Boliden nachträglich disqualifiziert.

### Großer Preis von Mexiko
| Platz | Fahrer          | Team                       | Zeit        |
| ----- | --------------- | -------------------------- | ----------- |
| 1     | Max Verstappen  | Red Bull Racing-Honda RBPT | 2:02:30,814 |
| 2     | Lewis Hamilton  | Mercedes                   | + 13,875    |
| 3     | Charles Leclerc | Ferrari                    | + 23,124    |
| PP    | Charles Leclerc | Ferrari                    | 1:17,723    |
| SR    | Lewis Hamilton  | Mercedes                   | 1:21,334    |

Der Große Preis von Mexiko auf dem Autódromo Hermanos Rodríguez fand am 29. Oktober 2023 statt und ging über eine Distanz von 71 Runden à 4,304 km, was einer Gesamtdistanz von 305,354 km entspricht.
Max Verstappen gewann das Rennen vor Lewis Hamilton und Charles Leclerc.

### Großer Preis von São Paulo
| Platz | Fahrer          | Team                         | Zeit        |
| ----- | --------------- | ---------------------------- | ----------- |
| 1     | Max Verstappen  | Red Bull Racing-Honda RBPT   | 1:56:48,894 |
| 2     | Lando Norris    | McLaren-Mercedes             | + 8,277     |
| 3     | Fernando Alonso | Aston Martin Aramco-Mercedes | + 34,171    |
| PP    | Max Verstappen  | Red Bull Racing-Honda RBPT   | 1:10,727    |
| SR    | Lando Norris    | McLaren-Mercedes             | 1:12,486    |

Der Große Preis von São Paulo auf dem Autódromo José Carlos Pace fand am 5. November 2023 statt und ging über eine Distanz von 71 Runden à 4,309 km, was einer Gesamtdistanz von 305,939 km entspricht.
Max Verstappen gewann das Rennen vor Lando Norris und Fernando Alonso.
Auch den Sprint, welcher über 24 Runden ging,  gewann Verstappen vor Norris. Pérez erreichte den dritten Platz der Sprintklassifizierung.

### Großer Preis von Las Vegas
| Platz | Fahrer          | Team                       | Zeit        |
| ----- | --------------- | -------------------------- | ----------- |
| 1     | Max Verstappen  | Red Bull Racing-Honda RBPT | 1:29:08,289 |
| 2     | Charles Leclerc | Ferrari                    | + 2,070     |
| 3     | Sergio Pérez    | Red Bull Racing-Honda RBPT | + 2,241     |
| PP    | Charles Leclerc | Ferrari                    | 1:32,726    |
| SR    | Oscar Piastri   | McLaren-Mercedes           | 1:35,490    |

Der Große Preis von Las Vegas auf dem Las Vegas Strip Circuit fand am 18. November 2023 statt und ging über eine Distanz von 50 Runden à 6,201 km, was einer Gesamtdistanz von 309,958 km entspricht.
Max Verstappen gewann das Rennen vor Charles Leclerc und Sergio Pérez.

### Großer Preis von Abu Dhabi
| Platz | Fahrer          | Team                       | Zeit        |
| ----- | --------------- | -------------------------- | ----------- |
| 1     | Max Verstappen  | Red Bull Racing-Honda RBPT | 1:27:02,624 |
| 2     | Charles Leclerc | Ferrari                    | + 17,993    |
| 3     | George Russell  | Mercedes                   | + 20,328    |
| PP    | Max Verstappen  | Red Bull Racing-Honda RBPT | 1:23,445    |
| SR    | Max Verstappen  | Red Bull Racing-Honda RBPT | 1:26,993    |

Der Große Preis von Abu Dhabi auf dem Yas Marina Circuit fand am 26. November 2023 statt und ging über eine Distanz von 58 Runden à 5,281 km, was einer Gesamtdistanz von 306,183 km entspricht.
Max Verstappen gewann das Rennen vor Charles Leclerc und George Russell.

## Qualifying-/Rennduelle
Diese beiden Tabellen zeigen, welche Fahrer im jeweiligen Team die besseren Platzierungen im Qualifying bzw. im Rennen erreicht haben.
| Fahrer                       | :                          | Fahrer                     |
| Red Bull Racing-Honda RBPT   | Red Bull Racing-Honda RBPT | Red Bull Racing-Honda RBPT |
| ---------------------------- | -------------------------- | -------------------------- |
| Max Verstappen               | 19:2                       | Sergio Pérez               |
| Ferrari                      |                            |                            |
| Charles Leclerc              | 14:7                       | Carlos Sainz jr.           |
| Mercedes                     |                            |                            |
| George Russell               | 10:11                      | Lewis Hamilton             |
| Alpine-Renault               |                            |                            |
| Esteban Ocon                 | 9:12                       | Pierre Gasly               |
| McLaren-Mercedes             |                            |                            |
| Oscar Piastri                | 6:15                       | Lando Norris               |
| Alfa Romeo-Ferrari           |                            |                            |
| Valtteri Bottas              | 14:7                       | Zhou Guanyu                |
| Aston Martin Aramco-Mercedes |                            |                            |
| Lance Stroll                 | 3:18                       | Fernando Alonso            |
| Haas-Ferrari                 |                            |                            |
| Kevin Magnussen              | 7:14                       | Nico Hülkenberg            |
| AlphaTauri-Honda RBPT        |                            |                            |
| Nyck de Vries                | 2:8                        | Yuki Tsunoda               |
| Daniel Ricciardo             | 3:3                        | Yuki Tsunoda               |
| Liam Lawson                  | 1:4                        | Yuki Tsunoda               |
| Williams-Mercedes            |                            |                            |
| Alexander Albon              | 21:0                       | Logan Sargeant             |

| Fahrer                       | :                          | Fahrer                     |
| Red Bull Racing-Honda RBPT   | Red Bull Racing-Honda RBPT | Red Bull Racing-Honda RBPT |
| ---------------------------- | -------------------------- | -------------------------- |
| Max Verstappen               | 19:2                       | Sergio Pérez               |
| Ferrari                      |                            |                            |
| Charles Leclerc              | 11:10                      | Carlos Sainz jr.           |
| Mercedes                     |                            |                            |
| George Russell               | 7:14                       | Lewis Hamilton             |
| Alpine-Renault               |                            |                            |
| Esteban Ocon                 | 9:11                       | Pierre Gasly               |
| McLaren-Mercedes             |                            |                            |
| Oscar Piastri                | 5:16                       | Lando Norris               |
| Alfa Romeo-Ferrari           |                            |                            |
| Valtteri Bottas              | 13:8                       | Zhou Guanyu                |
| Aston Martin Aramco-Mercedes |                            |                            |
| Lance Stroll                 | 3:17                       | Fernando Alonso            |
| Haas-Ferrari                 |                            |                            |
| Kevin Magnussen              | 9:12                       | Nico Hülkenberg            |
| AlphaTauri-Honda RBPT        |                            |                            |
| Nyck de Vries                | 2:8                        | Yuki Tsunoda               |
| Daniel Ricciardo             | 3:3                        | Yuki Tsunoda               |
| Liam Lawson                  | 4:1                        | Yuki Tsunoda               |
| Williams-Mercedes            |                            |                            |
| Alexander Albon              | 16:4                       | Logan Sargeant             |

## Weltmeisterschaftswertungen
Weltmeister wird derjenige Fahrer bzw. Konstrukteur, der bis zum Saisonende am meisten Punkte in der Weltmeisterschaft ansammelt. Bei der Punkteverteilung werden die Platzierungen im Gesamtergebnis des jeweiligen Rennens berücksichtigt. Die zehn erstplatzierten Fahrer jedes Rennens erhalten Punkte nach folgendem Schema:
| Punkteverteilung | Punkteverteilung | Punkteverteilung | Punkteverteilung | Punkteverteilung | Punkteverteilung | Punkteverteilung | Punkteverteilung | Punkteverteilung | Punkteverteilung | Punkteverteilung |
| ---------------- | ---------------- | ---------------- | ---------------- | ---------------- | ---------------- | ---------------- | ---------------- | ---------------- | ---------------- | ---------------- |
| Platz            | 1                | 2                | 3                | 4                | 5                | 6                | 7                | 8                | 9                | 10               |
| Punkte           | 25               | 18               | 15               | 12               | 10               | 8                | 6                | 4                | 2                | 1                |

Zusätzlich erhält der Fahrer, der die schnellste Runde erzielt, einen Bonuspunkt, wenn er das Rennen in den Top 10 beendet.
Bei den Sprintrennen erhalten die acht bestplatzierten Fahrer Punkte nach folgendem Schema:
| Punkteverteilung Sprintrennen | Punkteverteilung Sprintrennen | Punkteverteilung Sprintrennen | Punkteverteilung Sprintrennen | Punkteverteilung Sprintrennen | Punkteverteilung Sprintrennen | Punkteverteilung Sprintrennen | Punkteverteilung Sprintrennen | Punkteverteilung Sprintrennen |
| ----------------------------- | ----------------------------- | ----------------------------- | ----------------------------- | ----------------------------- | ----------------------------- | ----------------------------- | ----------------------------- | ----------------------------- |
| Platz                         | 1                             | 2                             | 3                             | 4                             | 5                             | 6                             | 7                             | 8                             |
| Punkte                        | 8                             | 7                             | 6                             | 5                             | 4                             | 3                             | 2                             | 1                             |

### Fahrerwertung
| Pos. | Fahrer        | Konstrukteur                 |     |     |      |     |     |     |     |      |     |     |     |     |      |      |     |     |     |     |      |     |     |     |     |     |      |    |     |      |      | Punkte |
| Pos. | Fahrer        | Konstrukteur                 | SPR | HAU | SPR  | HAU | SPR | HAU | SPR | HAU  | SPR | HAU | SPR | HAU |      |      |     |     |     |     |      |     |     |     |     |     |      |    |     |      |      | Punkte |
| 01   | M. Verstappen | Red Bull Racing-Honda RBPT   | 1   | 2   | 1    | 3   | 2   | 1   | C   | 1    | 1   | 1   | 1   | 1   | 1    | 1    | 1   | 1   | 1   | 1   | 5    | 1   | 2   | 1   | 1   | 1   | 1    | 1  | 1   | 1    | 1    | 575    |
| 02   | S. Pérez      | Red Bull Racing-Honda RBPT   | 2   | 1   | 5    | 1   | 1   | 2   | C   | 16   | 4   | 6   | 2   | 3   | 6    | 3    | DNF | 2   | 4   | 2   | 8    | DNF | DNF | 10  | 5   | 4   | DNF  | 3  | 4   | 3    | 4    | 285    |
| 03   | L. Hamilton   | Mercedes                     | 5   | 5   | 2    | 7   | 6   | 6   | C   | 4    | 2   | 3   | 10  | 8   | 3    | 4    | 7   | 4   | 6   | 6   | 3    | 5   | 5   | DNF | 2   | DSQ | 2    | 7  | 8   | 7    | 9    | 234    |
| 04   | F. Alonso     | Aston Martin Aramco-Mercedes | 3   | 3   | 3    | 6   | 4   | 3   | C   | 2    | 7   | 2   | 5   | 5   | 7    | 9    | DNF | 5   | 2   | 9   | 15   | 8   | 8   | 6   | 13  | DNF | DNF  | 11 | 3   | 9    | 7    | 206    |
| 05   | C. Leclerc    | Ferrari                      | DNF | 7   | DNF  | 2   | 3   | 7   | C   | 6    | 11  | 4   | 12  | 2   | 9    | 7    | 5   | 3   | DNF | 4   | 4    | 4   | 12  | 5   | 3   | DSQ | 3    | 5  | DNS | 2    | 2    | 206    |
| 06   | L. Norris     | McLaren-Mercedes             | 17  | 17  | 6    | 17  | 9   | 17  | C   | 9    | 17  | 13  | 9   | 4   | 2    | 2    | 6   | 7   | 7   | 8   | 2    | 2   | 3   | 3   | 4   | 2   | 5    | 2  | 2   | DNF  | 5    | 205    |
| 07   | C. Sainz      | Ferrari                      | 4   | 6   | 12   | 5   | 5   | 5   | C   | 8    | 5   | 5   | 3   | 6   | 10   | 8    | 4   | DNF | 5   | 3   | 1    | 6   | 6   | DNS | 6   | 3   | 4    | 8  | 6   | 6    | *18* | 200    |
| 08   | G. Russell    | Mercedes                     | 7   | 4   | DNF  | 4   | 8   | 4   | C   | 5    | 3   | DNF | 8   | 7   | 5    | 6    | 8   | 6   | 17  | 5   | *16* | 7   | 4   | 4   | 8   | 5   | 6    | 4  | DNF | 8    | 3    | 175    |
| 09   | O. Piastri    | McLaren-Mercedes             | DNF | 15  | 8    | 10  | 11  | 19  | C   | 10   | 13  | 11  | 11  | 16  | 4    | 5    | 2   | DNF | 9   | 12  | 7    | 3   | 1   | 2   | 10  | DNF | 8    | 10 | 14  | 10   | 6    | 97     |
| 10   | L. Stroll     | Aston Martin Aramco-Mercedes | 6   | DNF | 4    | 8   | 7   | 12  | C   | DNF  | 6   | 9   | 4   | 9   | 14   | 10   | 11  | 9   | 11  | 16  | WD   | DNF | 15  | 11  | DNF | 7   | *17* | 12 | 5   | 5    | 10   | 74     |
| 11   | P. Gasly      | Alpine-Renault               | 9   | 9   | *13* | 13  | 14  | 8   | C   | 7    | 10  | 12  | 15  | 10  | *18* | DNF  | 3   | 11  | 3   | 15  | 6    | 10  | 9   | 12  | 7   | 6   | 11   | 13 | 7   | 11   | 13   | 62     |
| 12   | E. Ocon       | Alpine-Renault               | DNF | 8   | *14* | 18  | 15  | 9   | C   | 3    | 8   | 8   | 7   | 14  | DNF  | DNF  | 9   | 8   | 10  | DNF | DNF  | 9   | DNF | 7   | 11  | DNF | 10   | 14 | 10  | 4    | 12   | 58     |
| 13   | A. Albon      | Williams-Mercedes            | 10  | DNF | DNF  | 9   | 12  | 14  | C   | 14   | 16  | 7   | 13  | 11  | 8    | 11   | 12  | 14  | 8   | 7   | 11   | DNF | 7   | 13  | 9   | 9   | 9    | 15 | DNF | 12   | 14   | 27     |
| 14   | Y. Tsunoda    | AlphaTauri-Honda RBPT        | 11  | 11  | 10   | DNF | 10  | 11  | C   | 15   | 12  | 14  | 16  | 19  | 16   | 15   | 18  | 10  | 15  | DNS | DNF  | 12  | 11  | 15  | 14  | 8   | 12   | 6  | 9   | *18* | 8    | 17     |
| 15   | V. Bottas     | Alfa Romeo-Ferrari           | 8   | 18  | 11   | 16  | 18  | 13  | C   | 11   | 19  | 10  | 20  | 15  | 12   | 12   | 13  | 12  | 14  | 10  | DNF  | DNF | 10  | 8   | 16  | 12  | 15   | 19 | DNF | 17   | 19   | 10     |
| 16   | N. Hülkenberg | Haas-Ferrari                 | 15  | 12  | 7    | 15  | 17  | 15  | C   | 17   | 15  | 15  | 6   | DNF | 13   | 14   | 17  | 18  | 12  | 17  | 13   | 14  | DNF | 16  | 15  | 11  | 13   | 18 | 12  | *19* | 15   | 9      |
| 17   | D. Ricciardo  | AlphaTauri-Honda RBPT        |     |     |      |     |     |     |     |      |     |     |     |     |      | 13   | 10  | 16  | PO  | INJ | INJ  | INJ | INJ | INJ | 12  | 15  | 7    | 9  | 13  | 14   | 11   | 6      |
| 18   | G. Zhou       | Alfa Romeo-Ferrari           | 16  | 13  | 9    | 12  | DNF | 16  | C   | 13   | 9   | 16  | 19  | 12  | 15   | 16   | 15  | 13  | DNF | 14  | 12   | 13  | 14  | 9   | 17  | 13  | 14   | 17 | DNF | 15   | 17   | 6      |
| 19   | K. Magnussen  | Haas-Ferrari                 | 13  | 10  | *17* | 11  | 13  | 10  | C   | *19* | 18  | 17  | 14  | 18  | DNF  | 17   | 14  | 15  | 16  | 18  | 10   | 15  | 13  | 14  | 18  | 14  | DNF  | 16 | DNF | 13   | 20   | 3      |
| 20   | L. Lawson     | AlphaTauri-Honda RBPT        |     |     |      |     |     |     |     |      |     |     |     |     |      |      |     |     | 13  | 11  | 9    | 11  | DNF | 17  |     |     |      |    |     |      |      | 2      |
| 21   | L. Sargeant   | Williams-Mercedes            | 12  | 16  | *16* | DNS | 16  | 20  | C   | 18   | 20  | DNF | 18  | 13  | 11   | *18* | 16  | 17  | DNF | 13  | 14   | DNF | DNF | DNF | 19  | 10  | *16* | 20 | 11  | 16   | 16   | 1      |
| 22   | N. de Vries   | AlphaTauri-Honda RBPT        | 14  | 14  | *15* | 14  | DNF | 18  | C   | 12   | 14  | 18  | 17  | 17  | 17   |      |     |     |     |     |      |     |     |     |     |     |      |    |     |      |      | 0      |

| Legende  | Legende            | Legende                                                          |
| Farbe    | Abkürzung          | Bedeutung                                                        |
| -------- | ------------------ | ---------------------------------------------------------------- |
| Gold     | –                  | Sieg                                                             |
| Silber   | –                  | 2. Platz                                                         |
| Bronze   | –                  | 3. Platz                                                         |
| Grün     | –                  | Platzierung in den Punkten                                       |
| Blau     | –                  | Klassifiziert außerhalb der Punkteränge                          |
| Violett  | DNF                | Rennen nicht beendet (did not finish)                            |
| Violett  | NC                 | nicht klassifiziert (not classified)                             |
| Rot      | DNQ                | nicht qualifiziert (did not qualify)                             |
| Rot      | DNPQ               | in Vorqualifikation gescheitert (did not pre-qualify)            |
| Schwarz  | DSQ                | disqualifiziert (disqualified)                                   |
| Weiß     | DNS                | nicht am Start (did not start)                                   |
| Weiß     | WD                 | zurückgezogen (withdrawn)                                        |
| Hellblau | PO                 | nur am Training teilgenommen (practiced only)                    |
| Hellblau | TD                 | Freitags-Testfahrer (test driver)                                |
| ohne     | DNP                | nicht am Training teilgenommen (did not practice)                |
| ohne     | INJ                | verletzt oder krank (injured)                                    |
| ohne     | EX                 | ausgeschlossen (excluded)                                        |
| ohne     | DNA                | nicht erschienen (did not arrive)                                |
| ohne     | C                  | Rennen abgesagt (cancelled)                                      |
| ohne     | keine WM-Teilnahme |                                                                  |
| sonstige | P/fett             | Pole-Position                                                    |
| sonstige | 1/2/3/4/5/6/7/8    | Punktplatzierung im Sprint-/Qualifikationsrennen                 |
| sonstige | SR/kursiv          | Schnellste Rennrunde                                             |
| sonstige | *                  | nicht im Ziel, aufgrund der zurückgelegten Distanz aber gewertet |
| sonstige | ()                 | Streichresultate                                                 |
| sonstige | unterstrichen      | Führender in der Gesamtwertung                                   |

### Konstrukteurswertung
| Pos. | Konstrukteur                 | Nr.      |     |     |      |     |    |   |      |    |     |       |      |      |       |     |     |      |     |       |       |      |       |      |      | Punkte |
| 01   | Red Bull Racing-Honda RBPT   | 01       | 1   | 2   | 1    | 323 | 1  | C | 1    | 1  | 1   | 1     | 1    | 1    | 1     | 1   | 1   | 5    | 1   | 212   | 1     | 1    | 1     | 1    | 1    | 860    |
| 01   | Red Bull Racing-Honda RBPT   | 11       | 2   | 1   | 5    | 1   | 2  | C | 16   | 4  | 6   | 232   | 6    | 3    | 2     | 4   | 2   | 8    | DNF | 10    | 4     | DNF  | 343   | 3    | 4    | 860    |
| 02   | Mercedes                     | 63       | 7   | 4   | DNF  | 484 | 4  | C | 5    | 3  | DNF | 878   | 5    | 6    | 868   | 17  | 5   | *16* | 7   | 4     | 858   | 6    | 4DNF4 | 8    | 3    | 409    |
| 02   | Mercedes                     | 44       | 5   | 5   | 2    | 767 | 6  | C | 4    | 2  | 3   | 8     | 3    | 4    | 747   | 6   | 6   | 3    | 5   | 5DNF5 | 2DSQ2 | 2    | 787   | 7    | 9    | 409    |
| 03   | Ferrari                      | 16       | DNF | 7   | DNF  | 232 | 7  | C | 6    | 11 | 4   | 2     | 9    | 7    | 535   | DNF | 4   | 4    | 4   | 5     | 3DSQ3 | 3    | 5DNS5 | 2    | 2    | 406    |
| 03   | Ferrari                      | 55       | 4   | 6   | 12   | 5   | 5  | C | 8    | 5  | 5   | 363   | 10   | 8    | 4DNF4 | 5   | 3   | 1    | 6   | 6DNS6 | 636   | 4    | 868   | 6    | *18* | 406    |
| 04   | McLaren-Mercedes             | 81       | DNF | 15  | 8    | 11  | 19 | C | 10   | 13 | 11  | 16    | 4    | 5    | 2DNF2 | 9   | 12  | 7    | 3   | 121   | DNF   | 8    | 14    | 10   | 6    | 302    |
| 04   | McLaren-Mercedes             | 04       | 17  | 17  | 6    | 9   | 17 | C | 9    | 17 | 13  | 4     | 2    | 2    | 676   | 7   | 8   | 2    | 2   | 3     | 424   | 5    | 2     | DNF  | 5    | 302    |
| 05   | Aston Martin Aramco-Mercedes | 18       | 6   | DNF | 4    | 878 | 12 | C | DNF  | 6  | 9   | 494   | 14   | 10   | 9     | 11  | 16  | WD   | DNF | 11    | 7     | *17* | 5     | 5    | 10   | 280    |
| 05   | Aston Martin Aramco-Mercedes | 14       | 3   | 3   | 3    | 646 | 3  | C | 2    | 7  | 2   | 5     | 7    | 9    | 5     | 2   | 9   | 15   | 8   | 868   | DNF   | DNF  | 3     | 9    | 7    | 280    |
| 06   | Alpine-Renault               | 31       | DNF | 8   | *14* | 15  | 9  | C | 3    | 8  | 8   | 7147  | DNF  | DNF  | 8     | 10  | DNF | DNF  | 9   | 7     | DNF   | 10   | 10    | 4    | 12   | 120    |
| 06   | Alpine-Renault               | 10       | 9   | 9   | *13* | 14  | 8  | C | 7    | 10 | 12  | 10    | *18* | DNF  | 3113  | 3   | 15  | 6    | 10  | 12    | 767   | 11   | 7     | 11   | 13   | 120    |
| 07   | Williams-Mercedes            | 23       | 10  | DNF | DNF  | 12  | 14 | C | 14   | 16 | 7   | 11    | 8    | 11   | 14    | 8   | 7   | 11   | DNF | 7137  | 9     | 9    | DNF   | 12   | 14   | 28     |
| 07   | Williams-Mercedes            | 02       | 12  | 16  | *16* | 16  | 20 | C | 18   | 20 | DNF | 13    | 11   | *18* | 17    | DNF | 13  | 14   | DNF | DNF   | 10    | *16* | 11    | 16   | 16   | 28     |
| 08   | AlphaTauri-Honda RBPT        | 21/03/40 | 14  | 14  | *15* | DNF | 18 | C | 12   | 14 | 18  | 17    | 17   | 13   | 16    | 13  | 11  | 9    | 11  | 17    | 15    | 7    | 13    | 14   | 11   | 25     |
| 08   | AlphaTauri-Honda RBPT        | 22       | 11  | 11  | 10   | 10  | 11 | C | 15   | 12 | 14  | 19    | 14   | 15   | 10    | 15  | DNS | DNF  | 12  | 15    | 8     | 12   | 696   | *18* | 8    | 25     |
| 09   | Alfa Romeo-Ferrari           | 77       | 8   | 18  | 11   | 18  | 13 | C | 11   | 19 | 10  | 15    | 12   | 12   | 12    | 14  | 10  | DNF  | DNF | 8     | 12    | 15   | DNF   | 17   | 19   | 16     |
| 09   | Alfa Romeo-Ferrari           | 24       | 16  | 13  | 9    | DNF | 16 | C | 13   | 9  | 16  | 12    | 15   | 16   | 13    | DNF | 14  | 12   | 13  | 9     | 13    | 14   | DNF   | 15   | 17   | 16     |
| 10   | Haas-Ferrari                 | 20       | 13  | 10  | *17* | 13  | 10 | C | *19* | 18 | 17  | 18    | DNF  | 17   | 15    | 16  | 18  | 10   | 15  | 14    | 14    | DNF  | DNF   | *19* | 20   | 12     |
| 10   | Haas-Ferrari                 | 27       | 15  | 12  | 7    | 17  | 15 | C | 17   | 15 | 15  | 6DNF6 | 13   | 14   | 18    | 12  | 17  | 13   | 14  | 16    | 11    | 13   | 12    | 13   | 15   | 12     |

| Legende  | Legende            | Legende                                                          |
| Farbe    | Abkürzung          | Bedeutung                                                        |
| -------- | ------------------ | ---------------------------------------------------------------- |
| Gold     | –                  | Sieg                                                             |
| Silber   | –                  | 2. Platz                                                         |
| Bronze   | –                  | 3. Platz                                                         |
| Grün     | –                  | Platzierung in den Punkten                                       |
| Blau     | –                  | Klassifiziert außerhalb der Punkteränge                          |
| Violett  | DNF                | Rennen nicht beendet (did not finish)                            |
| Violett  | NC                 | nicht klassifiziert (not classified)                             |
| Rot      | DNQ                | nicht qualifiziert (did not qualify)                             |
| Rot      | DNPQ               | in Vorqualifikation gescheitert (did not pre-qualify)            |
| Schwarz  | DSQ                | disqualifiziert (disqualified)                                   |
| Weiß     | DNS                | nicht am Start (did not start)                                   |
| Weiß     | WD                 | zurückgezogen (withdrawn)                                        |
| Hellblau | PO                 | nur am Training teilgenommen (practiced only)                    |
| Hellblau | TD                 | Freitags-Testfahrer (test driver)                                |
| ohne     | DNP                | nicht am Training teilgenommen (did not practice)                |
| ohne     | INJ                | verletzt oder krank (injured)                                    |
| ohne     | EX                 | ausgeschlossen (excluded)                                        |
| ohne     | DNA                | nicht erschienen (did not arrive)                                |
| ohne     | C                  | Rennen abgesagt (cancelled)                                      |
| ohne     | keine WM-Teilnahme |                                                                  |
| sonstige | P/fett             | Pole-Position                                                    |
| sonstige | 1/2/3/4/5/6/7/8    | Punktplatzierung im Sprint-/Qualifikationsrennen                 |
| sonstige | SR/kursiv          | Schnellste Rennrunde                                             |
| sonstige | *                  | nicht im Ziel, aufgrund der zurückgelegten Distanz aber gewertet |
| sonstige | ()                 | Streichresultate                                                 |
| sonstige | unterstrichen      | Führender in der Gesamtwertung                                   |